# Iván Piris
Pour les articles homonymes, voir Piris.
Iván Rodrigo Piris Leguizamón, né le 10 mars 1989 à Itauguá au Paraguay, est un footballeur international paraguayen évoluant au poste d'arrière latéral droit.

## Biographie
Le 4 septembre 2013, il est officiellement présenté comme nouvelle recrue du Sporting CP, l'un des trois grands clubs du Portugal, après une saison passée sous les couleurs de l'AS Rome.
Le samedi 5 octobre 2013, il effectue ses grands débuts sous le maillot du Sporting en disputant l'intégralité de la rencontre face au Vitória Setúbal (victoire 4 à 0) . Habitué à jouer latéral-droit, il évolue pour ce match latéral-gauche en remplacement de l'habituel titulaire, Jefferson, forfait. Auteur d'un match solide, il délivre même une passe décisive pour Fredy Montero.
N'ayant pas vraiment convaincu dans la capitale lisboète, le Sporting décide de ne pas activer son option d'achat à l'issue de la saison 2013-2014.

## Statistiques
| Saison                | Club                     | Championnat           | Championnat | Championnat | Coupe(s) nationale(s) | Coupe(s) nationale(s) | Compétition(s) continentale(s) | Compétition(s) continentale(s) | Compétition(s) continentale(s) | Paraguay | Paraguay | Total | Total |
| Saison                | Club                     | Division              | M.          | B.          | M.                    | B.                    | Comp.                          | M.                             | B.                             | M.       | B.       | M.    | B.    |
| 2008                  | Cerro Porteño            | División Profesional  | 10          | 0           | -                     | -                     | -                              | -                              | -                              | -        | -        | 10    | 0     |
| 2009                  | Cerro Porteño            | División Profesional  | 29          | 0           | -                     | -                     | CS                             | 5                              | 0                              | -        | -        | 34    | 0     |
| 2010                  | Cerro Porteño            | División Profesional  | 38          | 0           | -                     | -                     | CL+CS                          | 6+2                            | 0+0                            | -        | -        | 46    | 0     |
| 2011                  | Cerro Porteño            | División Profesional  | 14          | 0           | -                     | -                     | CL                             | 14                             | 1                              | -        | -        | 28    | 1     |
| 2011                  | São Paulo (prêt)         | Serie A               | 17          | 1           | -                     | -                     | CS                             | 4                              | 0                              | 5        | 0        | 26    | 1     |
| 2012                  | São Paulo (prêt)         | Paulista+Serie A      | 16+3        | 0+0         | 2                     | 0                     | -                              | -                              | -                              | -        | -        | 21    | 0     |
| 2012-2013             | AS Rome (prêt)           | Serie A               | 29          | 0           | 3                     | 0                     | -                              | -                              | -                              | 7        | 0        | 39    | 0     |
| 2013-2014             | Sporting Portugal (prêt) | Liga ZON Sagres       | 6           | 0           | 2                     | 0                     | -                              | -                              | -                              | -        | -        | 8     | 0     |
| 2014-2015             | Udinese                  | Serie A               | 31          | 0           | 1                     | 0                     | -                              | -                              | -                              | 8        | 0        | 40    | 0     |
| 2015-2016             | Udinese                  | Serie A               | 27          | 0           | 2                     | 0                     | -                              | -                              | -                              | 3        | 0        | 32    | 0     |
| 2016-2017             | Monterrey                | Liga MX               | 31          | 0           | 5                     | 0                     | CCL                            | 3                              | 0                              | -        | -        | 39    | 0     |
| 2017-2018             | León (prêt)              | Liga MX               | 14          | 0           | 7                     | 2                     | -                              | -                              | -                              | -        | -        | 21    | 2     |
| 2018-2019             | Newell's Old Boys        | Primera División      | 9           | 0           | 1                     | 0                     | -                              | -                              | -                              | -        | -        | 10    | 0     |
| 2019                  | Libertad                 | División Profesional  | 30          | 0           | -                     | -                     | CL                             | 12                             | 0                              | 9        | 0        | 51    | 0     |
| 2020                  | Libertad                 | División Profesional  | 20          | 0           | -                     | -                     | CL                             | 9                              | 0                              | -        | -        | 29    | 0     |
| 2021                  | Libertad                 | División Profesional  | 19          | 0           | -                     | -                     | CL+CS                          | 1+3                            | 0+0                            | -        | -        | 23    | 0     |
| 2022                  | Libertad                 | División Profesional  | 37          | 1           | -                     | -                     | CL                             | 5                              | 0                              | 3        | 0        | 45    | 1     |
| 2023                  | Libertad                 | División Profesional  | 13          | 0           | -                     | -                     | CL                             | 2                              | 0                              | -        | -        | 15    | 0     |
| Total sur la carrière | Total sur la carrière    | Total sur la carrière | 393         | 2           | 23                    | 2                     | -                              | 66                             | 1                              | 35       | 0        | 517   | 5     |

## Palmarès

### En club
- Cerro Porteño
  - División Profesional
    - Champion : 2009 (ouverture).
    - Vice-champion : 2010 (ouverture et clôture).
- Libertad
  - División Profesional
    - Champion : 2021 (ouverture) et 2022 (ouverture).